# Egerniinae
Egerniinae Welch, 1982 è una sottofamiglia di sauri della famiglia Scincidae.

## Tassonomia
La sottofamiglia comprende i seguenti generi:
- Bellatorias Wells & Wellington, 1984
- Corucia Gray, 1855
- Cyclodomorphus Fitzinger, 1843
- Egernia Gray, 1838
- Hemisphaeriodon Peters, 1867
- Liopholis Fitzinger, 1843
- Lissolepis Peters, 1872
- Tiliqua Gray, 1825
- Tribolonotus Duméril & Bibron, 1839